# Passagini
Passagini oder Passagier wurden als Häretiker bezeichnet und Ende des 12. Jahrhunderts unter diesem Namen zusammen mit anderen so bezeichneten Häretikern in der Dekretale Ad abolendam erwähnt, die Papst Lucius III. im Jahr 1184 im Einklang mit Friedrich Barbarossa auf der Synode von Verona erließ. Später wurden sie von Papst Gregor IX.  1229 und 1235 und von Papst Innozenz IV. 1243 und 1254 verdammt. In standardisierten Schreiben, die auf den Liber Extra (X 5.7.9) zurückgreifen, werden sie auch später noch erwähnt, wie in den Verurteilungen durch Papst Nikolaus IV. (1291) und Julius II. (1511).
Die Passagini haben in der zeitgenössischen Geschichtsschreibung keinen Niederschlag gefunden. Es liegen jedoch zwei häresiologische Schriften vor, die sich auch den Passagini widmen: Die Manifestatio des ehemaligen Katharers Bonaccursus von Mailand sowie eine fälschlich Praepositinus von Cremona zugeschriebene Schrift Summa contra Haereticos. Demnach vertraten sie die Ansicht, dass Altes und Neues Testament eine Einheit bildeten und die Vorschriften des Alten Testamentes wörtlich umzusetzen seien. Sie lehnten die Trinität und die Gottsohnschaft Jesu Christi ab und orientierten sich an jüdischen Bräuchen. Sie praktizierten sowohl die Beschneidung als auch den Sabbat.